# Сальхов (прыжок)
Са́льхов (англ. salchow) — один из трёх рёберных прыжков в фигурном катании (наряду с риттбергером и акселем). Заход на прыжок происходит с дуги назад-внутрь, одновременно с этим свободная нога делает мах вокруг тела. При отталкивании толчковая нога ставится на лёд ребром конька. Толчок делается одной ногой (внутреннее ребро левого конька). Тройные и четверные сальховы часто исполняются с двух ног, неопытный болельщик может принять такой сальхов за тулуп или флип. Приземление выполняется на наружное ребро на ход назад на маховую ногу. В зависимости от количества вращений в воздухе различают одинарный, двойной, тройной или четверной сальхов. Как правило, для начинающих фигуристов сальхов становится первым однооборотным прыжком (его механика близка к полуоборотному прыжку «перекидной»).
По новой системе судейства одинарный сальхов оценивается в 0,4 балла, двойной — 1,3, тройной — 4,3 балла, четверной — 9,7 балла.

## История
Прыжок назван по имени шведского фигуриста Ульриха Сальхова, впервые исполнившего его в 1909 году. На Олимпийских играх 1920 года американка Тереза Велд стала первой в истории женщиной, выполнившей прыжок сальхов, однако судьям это не понравилось: по их выражению, «этот прыжок не подходит для леди, так как во время его исполнения юбка задирается выше колен».
Мужчины начали выполнять двойной сальхов в 1920-е годы. Впервые его исполнил Гиллис Графстрём. В 1936 году, выступая на чемпионате Европы, 15-летняя англичанка Сесилия Колледж стала первой в истории женщиной, которой также покорился сальхов в два оборота.
Первый тройной сальхов был исполнен на чемпионате мира по фигурному катанию 1955 года Ронни Робертсоном. Среди женщин первой его исполнила фигуристка из ЧССР Яна Мразкова в 1959, по данным североамериканских СМИ — канадка Петра Бурка на чемпионате Канады 1962 года.
В 1998 году Тимоти Гейбл стал первым в истории фигуристом, которому покорился четверной сальхов, это случилось в финале юниорской серии. Впрочем, заподозрили недокрут и зафиксировали рекорд только через месяц. В том же году на Играх доброй воли Гейбл показал чистый четверной сальхов. В финале Гран-при среди юниоров сезона 2001—2002 годов Мики Андо первой исполнила сальхов в четыре оборота. 22 марта 2019 года первой фигуристкой, исполнившей четверной сальхов на чемпионате мира по фигурному катанию среди взрослых, стала казахстанская фигуристка Элизабет Турсынбаева.